# NGC 1725
NGC 1725 je galaksija u zviježđu Eridanu.

## Vanjske poveznice
- SEDS: NGC 1725